# Hirasa deminuta
Hirasa deminuta är en fjärilsart som beskrevs av Sterneck 1928. Hirasa deminuta ingår i släktet Hirasa och familjen mätare. Inga underarter finns listade i Catalogue of Life.